# 標準の光

標準の光A、B、Cの分光強度分布

標準の光（ひょうじゅんのひかり、英: standard illuminant）とは、国際照明委員会（CIE）が定めた代表的な照明光である。色温度や分光強度分布などが決められている。標準イルミナントと表記されることもある。なお、illuminant は illumine（照明する）に名刺語尾 ant（するもの）が付いた語であるため、測色用の光（英: illuminant）と呼ぶこともあるが、写真用語などでは測色用の光と呼ぶとおかしいため、そのままイルミナントと呼ばれる。なお、2000年以降、JISでは厳密性と他の規格との整合性から「標準の光」にかわって「標準イルミナント」という用語が優先的に使用されるようになっているが、一方で「標準の光」の使用を中止してはいない。
なお、標準光源（ひょうじゅんこうげん、英: standard sources）という用語があるが、標準の光（標準イルミナント）とは意味が異なるため注意が必要である。「標準の光」で定められた分光強度分布を実現する人工光源を「標準光源」と呼ぶ。

## 歴史
1931年、国際照明委員会（CIE）は測色用の光、つまり色を観測し評価するための光源として標準の光A、B、Cを定めた。Aは当時一般的だった人工光源である白熱電球、Bは直射日光、Cは直射光を除いた昼光を表す代表的な光として定められた。これはイギリスのケンブリッジで開催されたCIE第8回会議で採択され、有名なCIE RGB表色系およびXYZ表色系の採択と同時であった。
その後一般的には標準の光Cが測色に利用された。1950年代になり、実際の自然光には近似していない標準の光BとCを見直す機運が高まった。
1964年、D55、D65、D75が定められた。
標準の光D（1967）は昼光を表し、標準の光Eは等エネルギー光源であり、標準の光F(2004)はさまざまな組成の蛍光灯を表す。
標準の光BとCは廃止された。

## CIE標準の光

### 標準の光A
標準の光Aは、人工光源の代表として選ばれた、白熱電球の光である。色温度は2856K。これは、黒体が2856Kのときに放つ、黒体放射の光である。長波長の成分を多く含むため、赤みの強い光である。
標準の光Aは、白熱電球を規定の電圧で点灯することで実現でき、これを標準光源Aと呼ぶ。

### 標準の光B
標準の光BとCは、簡単に実現できる太陽直射光のシミュレーションである。標準の光Bは正午の太陽光の代表として機能し、相関色温度 (CCT) は 4874 K。
現在、標準の光Bは廃止されている。
標準の光Bは、標準光源Aである白熱電球の光に、液体フィルターを使用することで実現でき、これを標準光源Bと呼ぶ。

### 標準の光C
標準の光Cは、自然光を代表する昼光として、太陽直射光を除く北空の光を模したもの。青空の光や、北窓からの光に当たる。相関色温度は6774K。
現在、基本的にその役目は標準の光D65に取って代わられている。ただし、光源CはCIE標準の光ではなくなったものの、多くの測定機器と計算でまだ使用されている。少なくとも2004年のCIEの発行「Publication 15:2004」には、標準の光Cの相対的な分光強度分布、三刺激値、色度座標が記載されている。
標準の光Cは、標準光源Aである白熱電球の光に、液体フィルターを使用することで実現でき、これを標準光源Cと呼ぶ。
なお、標準光源BとCに使用される溶液フィルターはレイモンド・デイビスとカッソン・S・ギブソンによって設計されたもので、デイビスギブソンフィルター（英: Davis-Gibson Filter）と呼ばれる。
そもそも標準の光BとCは、デイビスとギブソンのフィルターの設計に基づいて定められたものである。デイビスとギブソンは1910年代にチャールズ・アボットがワシントンで行った太陽光と昼光の分光強度分布の測定値をもとに、これらを近似的に表現する白熱電球と溶液フィルターの組み合わせを作成した。白熱電球は紫外線放射が少ないため、実際の太陽光、昼光に比べて紫外線部分の放射量が少ないことは予想された。

### 標準の光D65
標準の光Cに代わるものであり、昼光に対する再検討が行われ、標準の光Cよりも紫外波長の成分を多く含む。色温度は6504K。
光源として実現するのは難しい。

### 標準の光E

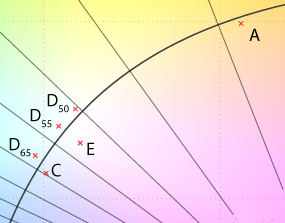
標準の光Eは黒体軌跡の下にあり、およそD55の相関色温度にある。

標準の光Eは等エネルギー放射である。可視スペクトル内では一定の分光分布を持つ。これは理論的な参考資料として役立ちます。すべての波長に等しい重みを与える光である。また、CIE XYZ三刺激値も等しいため、色度座標は (x,y)=(1/3,1/3) となる。これはXYZ表色系がそのように設計されたからである。XYZ等色関数は、可視スペクトルにわたる積分が同じになるように正規化されている。
標準の光Eは黒体ではないため、黒体軌跡上にはない。色温度ではなく相関色温度が5455 Kとなる。これはDシリーズ光源で近似できる（標準の光の中でD55 が最も近い）。